# ドリュー・ミッチェル

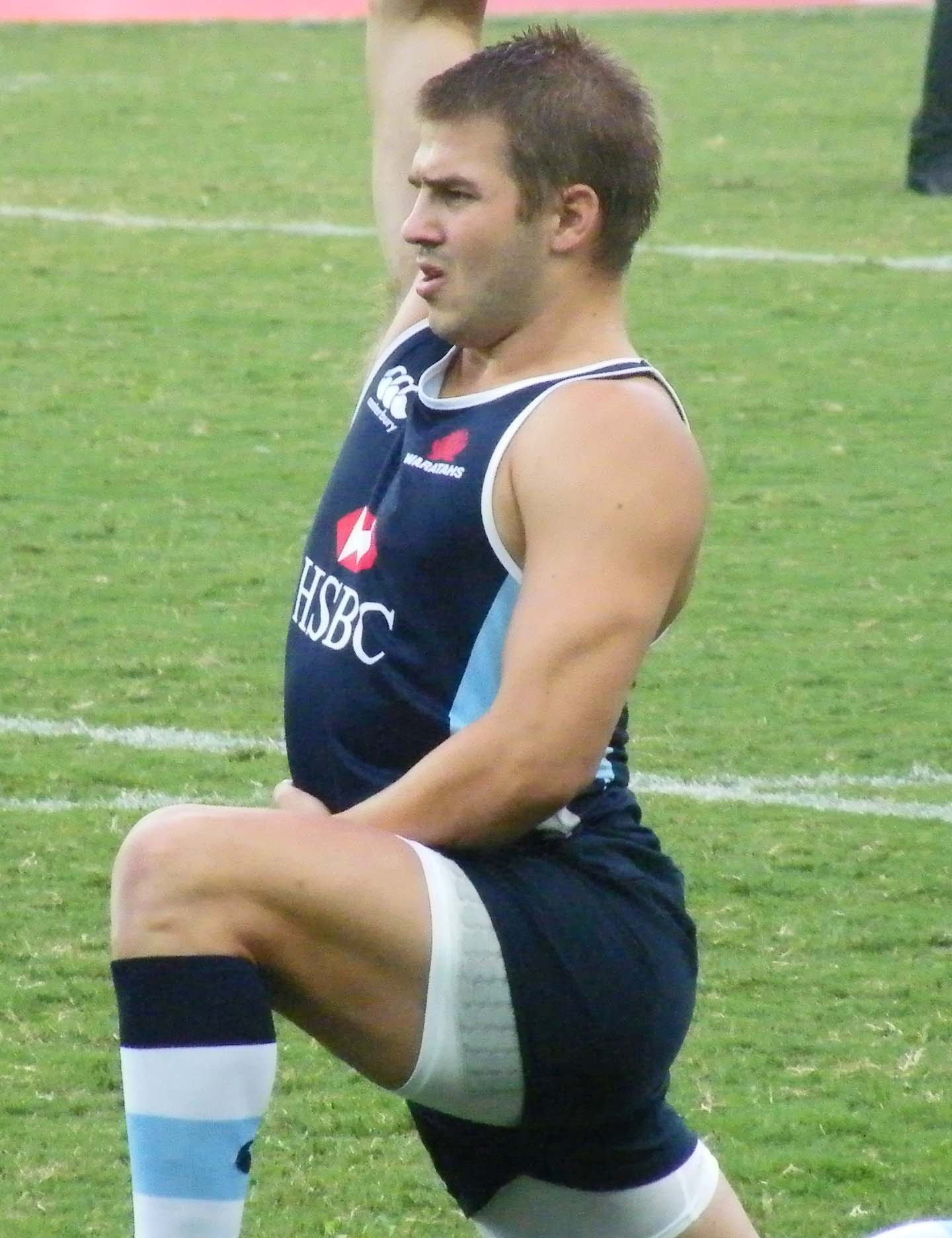

ドリュー・ミッチェル（Drew Mitchell 1984年3月26日 - ）は 、オーストラリア出身のラグビーユニオン選手。ポジションはフルバック、ウィング、センター。

## 人物
1984年3月26日、クイーンズランド州で生まれる。本名はAndrew Allan Mitchell。身長182cm、体重95kg。愛称は「Drewboy」、「The Rooster」。

## キャリア
地元のパイン・リバーズ・クラブでジュニアラグビーをはじめ、セント・パトリックス・カレッジを卒業。カレッジ在学中の2001年にラグビーオーストラリア高校代表(Australian Schoolboys)に選出される。大学在学中、クイーンズランド州アカデミー・オブ・スポーツ19歳以下代表に、ならびにセブンス代表に選出。
2005年、スーパー12(現スーパーラグビー）のレッズに入り、シーズン11トライを記録、Australia's rookie of the yearを受賞。同年、ワラビーズに初選出、南アフリカ戦で代表デビュー。
2007年、レッズからウェスタン・フォースへ移籍、この年のスーパー14で7トライを記録、同年、ラグビーワールドカップフランス大会のオーストラリア代表に選出される。
2010年、ウェスタンフォースからワラターズへ移籍。2011年のスーパーラグビー、レッズ戦(4月23日)で足を骨折、同年9月に開幕するラグビーワールドカップニュージーランド大会への出場が危ぶまれたが、オーストラリア代表に選出される。
2013年、フランストップ14のRCトゥーロンに移籍。
2015年、イングランドで開催されたラグビーワールドカップに3大会連続で出場。
2017年、現役引退を発表。

## リンク
- Wallabies Profile
- Waratahs Profile